# روتشيلد وشركاه
روتشيلد وشركاه (بالإنجليزية: Rothschild & Co)‏ هو مصرف استثماري متعدد الجنسيات، وشركة خدمات مالية، ورائد مجموعة روتشيلد المصرفية التي يستحوذ عليها الفرعان الفرنسي، والبريطاني لعائلة روتشيلد.